# Antrocephalus sulcatus
Antrocephalus sulcatus är en stekelart som beskrevs av Schmitz 1946. Antrocephalus sulcatus ingår i släktet Antrocephalus och familjen bredlårsteklar. Inga underarter finns listade i Catalogue of Life.